# Toyota Red Terriers
Los Toyota Red Terriers (トヨタレッドテリアーズ Toyota Reddo Teriāzu?) son un equipo de sóftbol femenino de Japón con sede en Toyota, Aichi. Compiten en la West Division de la Japan Diamond Softball League (JD.League).

## Historia
Los Red Terriers fueron fundados en 1948 como equipo de sóftbol de Toyota.
La Japan Diamond Softball League (JD.League) se fundó en 2022, y los Red Terriers se unieron a la nueva liga formando parte de la West Division.

## Roster actual
- Actualizado el abril de 2022.[4]

| Posición        | N.º       | Nombre           | Edad      | Altura              | Bateo     | Lanz.     | Notas                                        |
| Jugadoras       | Jugadoras | Jugadoras        | Jugadoras | Jugadoras           | Jugadoras | Jugadoras | Jugadoras                                    |
| --------------- | --------- | ---------------- | --------- | ------------------- | --------- | --------- | -------------------------------------------- |
| Lanzadoras      | 14        | Monica Abbott    | 39 años   | 190 cm (6 ft 3 in)  | Izquierda | Izquierda | Compitió en los Juegos Olímpicos 2008 y 2020 |
| Lanzadoras      | 18        | Miu Goto         | 24 años   | 173 cm (5 ft 8 in)  | Izquierda | Izquierda | Compitió en los Juegos Olímpicos 2020        |
| Lanzadoras      | 19        | Mei Matoba       | 21 años   | 169 cm (5 ft 7 in)  | Izquierda | Derecha   |                                              |
| Lanzadoras      | 27        | Sayuki Ishido    | 21 años   | 170 cm (5 ft 7 in)  | Izquierda | Derecha   |                                              |
| Lanzadoras      | 39        | Sakura Miwa      | 26 años   | 179 cm (5 ft 10 in) | Derecha   | Derecha   |                                              |
| Receptoras      | 2         | Nanako Fujiie    | 27 años   | 163 cm (5 ft 4 in)  | Derecha   | Derecha   |                                              |
| Receptoras      | 20        | Yume Kiriishi    | 25 años   | 172 cm (5 ft 8 in)  | Derecha   | Derecha   |                                              |
| Receptoras      | 25        | Yuzuki Yamada    | 25 años   | 165 cm (5 ft 5 in)  | Izquierda | Derecha   |                                              |
| Cuadro interior | 1         | Kyoko Ishikawa   | 28 años   | 158 cm (5 ft 2 in)  | Izquierda | Derecha   |                                              |
| Cuadro interior | 3         | Eri Shimoyama    | 26 años   | 166 cm (5 ft 5 in)  | Derecha   | Derecha   |                                              |
| Cuadro interior | 6         | Misaki Takahashi | 24 años   | 164 cm (5 ft 5 in)  | Izquierda | Derecha   |                                              |
| Cuadro interior | 8         | Moa Sawada       | 25 años   | 166 cm (5 ft 5 in)  | Izquierda | Derecha   |                                              |
| Cuadro interior | 10        | Yuki Kamata      | 29 años   | 162 cm (5 ft 4 in)  | Izquierda | Derecha   |                                              |
| Cuadro interior | 13        | Miku Goto        | 21 años   | 167 cm (5 ft 6 in)  | Derecha   | Derecha   |                                              |
| Cuadro interior | 16        | Nana Iha         | 25 años   | 158 cm (5 ft 2 in)  | Izquierda | Derecha   |                                              |
| Cuadro interior | 24        | Shiori Kameda    | 26 años   | 160 cm (5 ft 3 in)  | Izquierda | Derecha   |                                              |
| Jardineras      | 7         | Haruka Hasebe    | 27 años   | 157 cm (5 ft 2 in)  | Izquierda | Derecha   |                                              |
| Jardineras      | 11        | Erika Ishino     | 28 años   | 170 cm (5 ft 7 in)  | Izquierda | Derecha   |                                              |
| Jardineras      | 17        | Mana Morioka     | 22 años   | 164 cm (5 ft 5 in)  | Izquierda | Derecha   |                                              |
| Jardineras      | 21        | Akane Ariyoshi   | 28 años   | 167 cm (5 ft 6 in)  | Izquierda | Derecha   |                                              |
| Jardineras      | 48        | Bubba Nickles    | 27 años   | 172 cm (5 ft 8 in)  | Derecha   | Derecha   | Compitió en los Juegos Olímpicos 2020        |
| Cuerpo técnico  |           |                  |           |                     |           |           |                                              |
| Mánager         | 30        | Sachiko Baba     | 49 años   | -                   | -         | -         |                                              |
| Entrenadores    | 31        | Haruna Sakamoto  | 38 años   | -                   | -         | -         |                                              |
| Entrenadores    | 32        | Asako Mabuchi    | 39 años   | -                   | -         | -         |                                              |
| Entrenadores    | -         | Natasha Watley   | 43 años   | -                   | -         | -         |                                              |
| Entrenadores    | -         | Haruki Koiwa     | 32 años   | -                   | -         | -         |                                              |